# 17260 Kušnirák
17260 Kušnirák è un asteroide della fascia principale. Scoperto nel 2000, presenta un'orbita caratterizzata da un semiasse maggiore pari a 2,2048076 UA e da un'eccentricità di 0,1836767, inclinata di 5,28442° rispetto all'eclittica.